# エジプト近代美術館

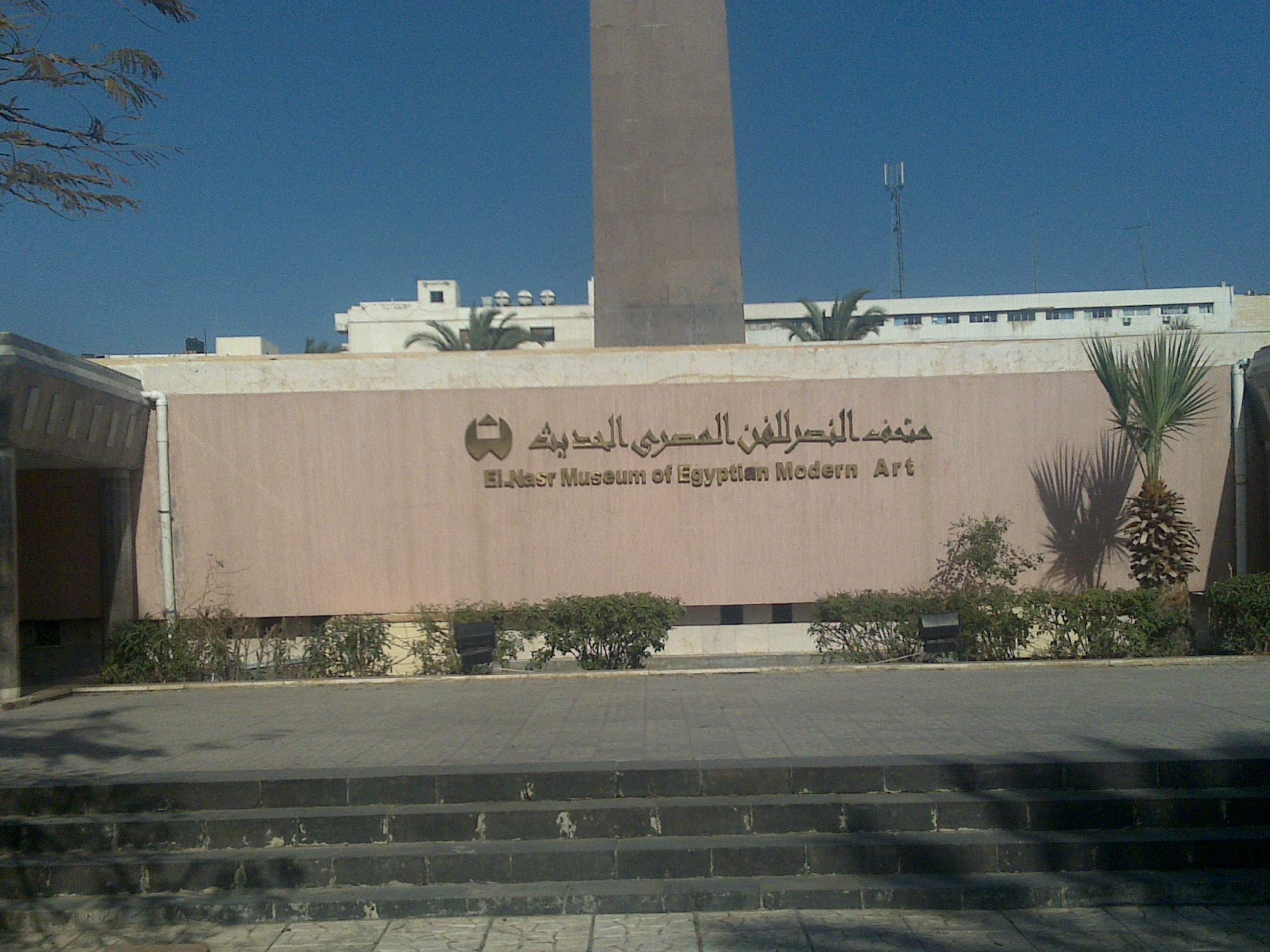
エジプト近代美術館

エジプト近代美術館（エジプトきんだいびじゅつかん、Museum of Modern Art—Port Said）は、近代美術と現代美術に関する美術館であり、エジプト、ポートサイドのシュハダ・スクエアに位置する。
ポートサイドの町は、ナイル川デルタ地域の東端の、スエズ運河と地中海の合流地点に位置しており、文化的な十字路やコスモポリタンな町として、国際的な歴史を持つ。

## コレクション
ポートサイドの近代美術館は1995年にオープンし、現代美術、グラフィックス、デッサン及びエジプトのアーティストによって制作された陶磁器のコレクションを展示している。